# Danmarksexpeditionen 1906–1908
Danmarksexpeditionen var en dansk polarexpedition till nordöstra Grönland 1906–1908.

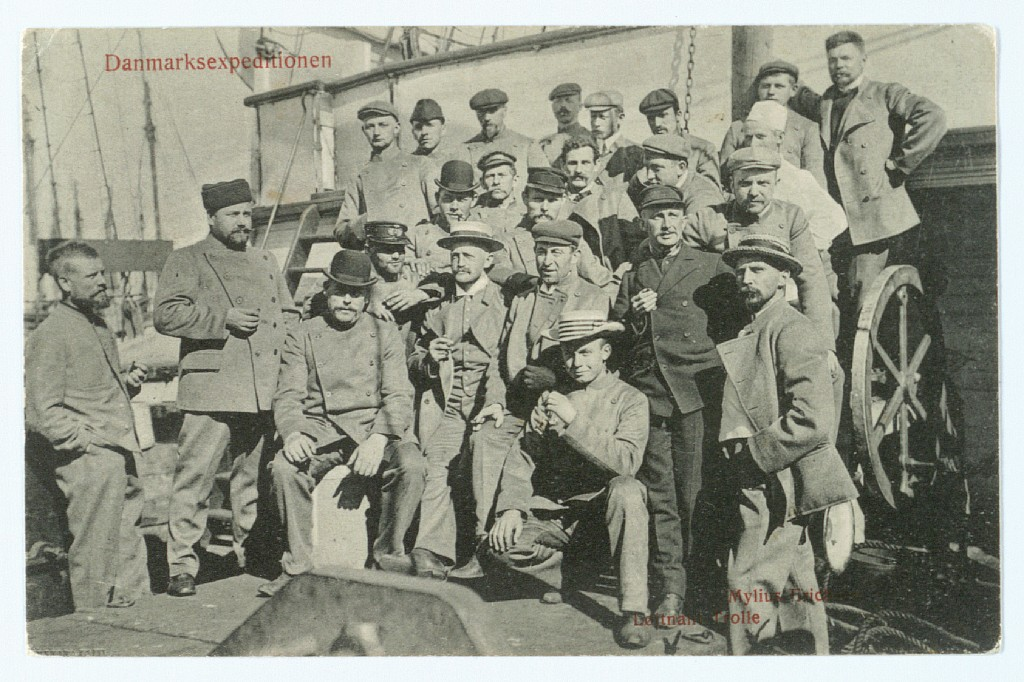
Deltagarna på expeditionsskeppet Danmark, fotograferade i Frederikshavn den 27 juni 1906.

Expeditionen organiserades av Ludvig Mylius-Erichsen och hade som mål att med fartyg segla så långt norrut som möjligt och att därefter köra med hundsläde mot norr längs med kusten. Dessutom skulle expeditionen undersöka amerikanen Robert Pearys påstående om att det fanns en öst-västlig kanal, som delade Grönland i en sydlig och en nordlig del.
Under loppet av ett år lyckades Mylius Erichsen anskaffa tillräckliga medel och erforderligt stöd för expeditionen. Hälften kom från staten, hälften från donatorer och från affärsfolk som i utbyte fick löfte om att få områden uppkallade efter sig. Efter avklarad finansiering fick Erichsen snabbt en besättning hyrd, vilken var villig att ställa upp på det riskfyllda projektet. För expeditionen köptes det åldersstigna valfångarskeppet Magdalene, som döptes om till Danmark. Den 24 juni 1906 avgick Danmark från Köpenhamn med 28 man ombord.
I expeditionen ingick bland andra expeditionsledaren Ludvig Mylius-Erichsen, löjtnanten och vice expeditionsledaren Alf Trolle, skeppsläkaren Johannes Lindhard, löjtnanten och kartografen Johan Peter Koch, löjtnanten och kartografen Niels Peter Høeg Hagen, den tyske fysikern och meteorologen  Alfred Wegener, assistenten Peter Freuchen, hundslädeföraren Jørgen Brønlund, målaren Aage Bertelsen och målaren Achton Friis.
När skeppet anlände till nordöstra Grönland hittade expeditionen en lämplig fjord, där skeppet kunde övervintra. Den döptes till Danmarkshavn och där byggdes huset Danmarks Minde. Den första tiden gjordes ett antal mindre expeditioner till lands för att proviantera, göra vetenskapliga mätningar och samla in allmän information. Under våren 1907 påbörjades den 28 mars en resa norrut för tio expeditionsmedlemmar i fyra grupper.
De övriga grupperna återvände, men Mylius-Erichsens grupp, med uppgift att hitta kanalen genom Grönland, hade varit inne i den långa fjord de döpte till Danmark Fjord efter att de sett att det inte var kanalen ifråga. De träffade av en slump Kochs grupp den 28 maj vid en plats de kallade Kap Rigsdagen och skulle fortsätta tillbaka efter de andra inom några dagar, efter att ha sökt efter kanalen längre norrut. Kochs grupp nådde Danmarkshavn den 23 juni i tron att Mylius-Erichsen skulle komma strax efter dem.
Gruppen som sökte kanalen kom aldrig. De fastnade i blidväder i den korta arktiska sommaren och tvingades översomra vid Danmark Fjord. De kunde fortsätta återfärden i september 1907, men något gick fel, de följde inte den rutt där man lagt ut förråd åt dem, och alla tre medlemmarna omkom, däribland expeditionsledaren Mylius-Erichsen. Jørgen Brønlunds kropp och dagbok hittades i mars. De andra hade dött i november 25 km därifrån.
Resterande del av expeditionen återvände till Köpenhamn i augusti 1908.

## Bildgalleri

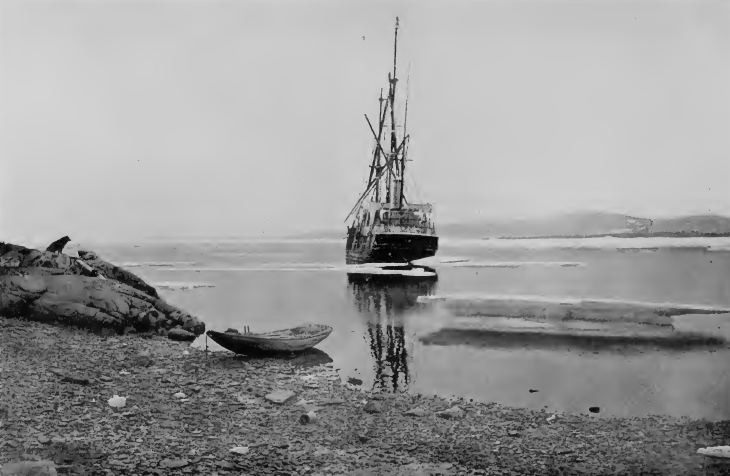
Skeppet Danmark, 1907.
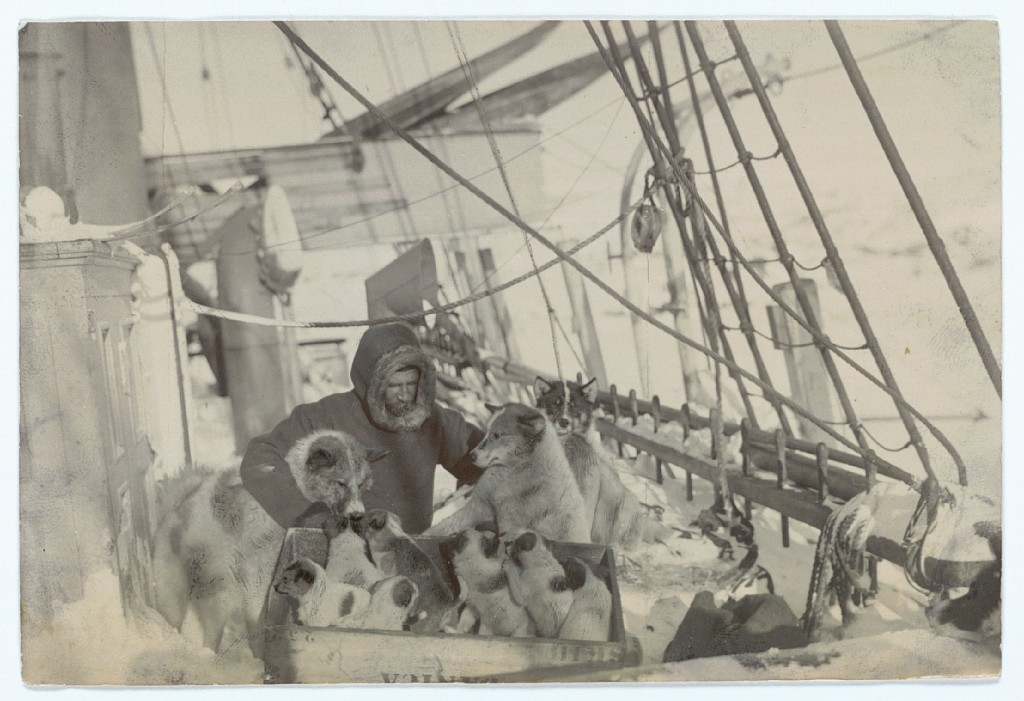
Ludvig Mylius-Erichsen med hundar på Danmark.
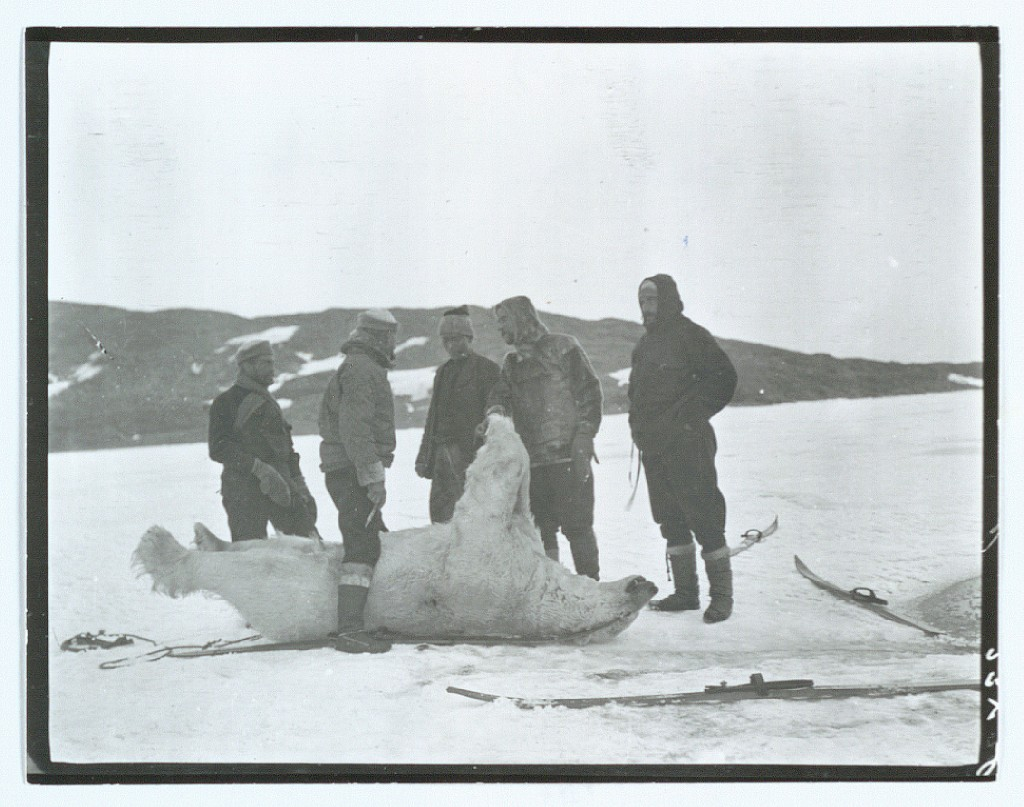
Expeditionsmedlemmar.
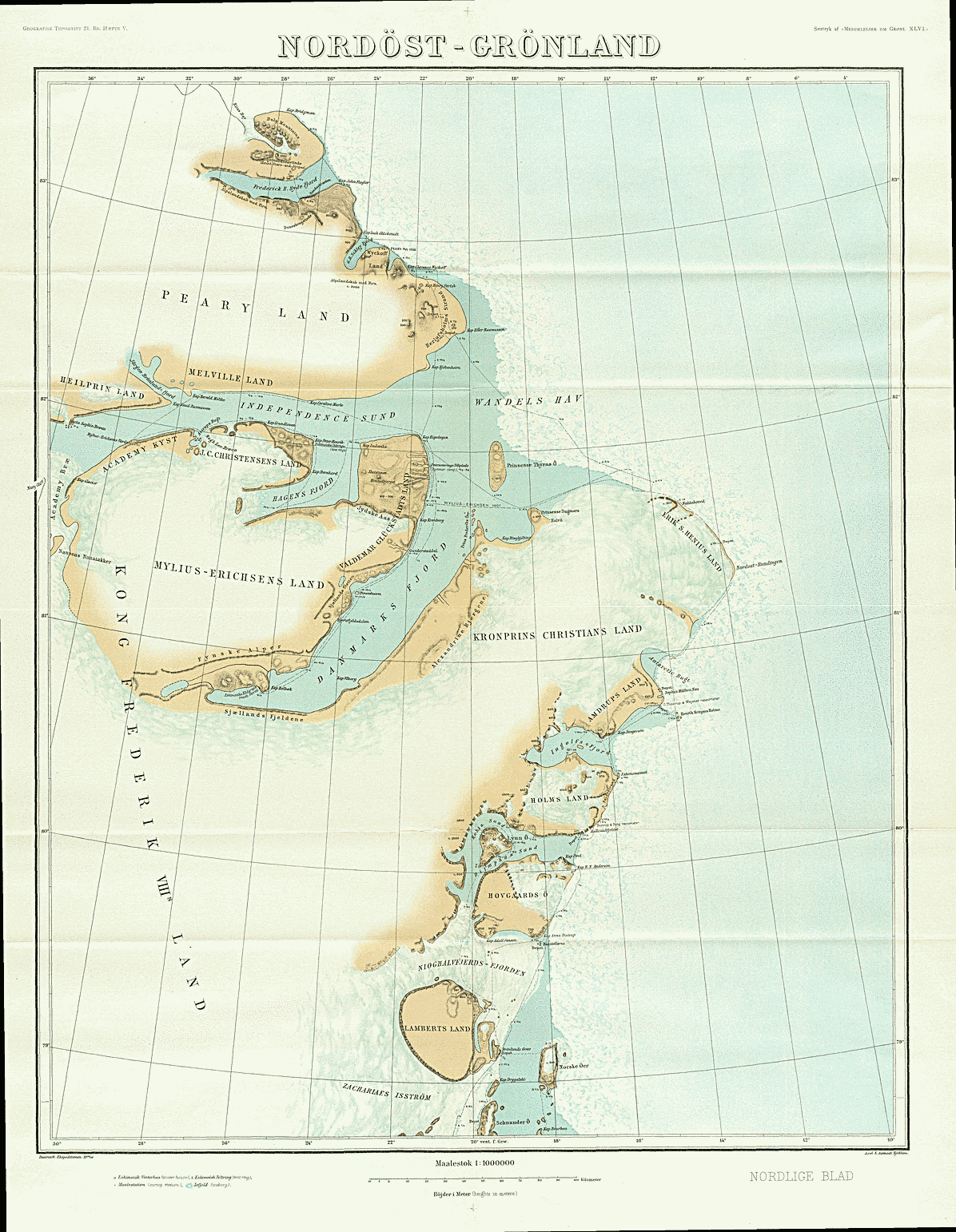
Johan Peter Kochs karta från 1911, som bland annat visar Danmark Fjord.